# Abdul Medžid II.
Abdul Medžid II. (tur. Abdülmecit; osmanski turski: عبد المجید الثانی Abdülmecid el-Sânî)  (Istanbul, 21. svibnja 1868. - Pariz, 23. kolovoza 1944.), posljednji islamski kalif iz Otomanske dinastije.
Bio je prijestolonasljednik posljednjeg sultana Mehmeda VI. (1918. – 1922.). Kada je turski parlament u Ankari ukinuo sultanat,  Mehmed VI. je otišao u izgnanstvo, a Osmanov mač, simbol svjetovne vlasti, prenesen je u muzej. Međutim, članovi dinastije su od trenutka osvajanja svetih mjesta bili počašćeni i titulom vjerskog vođe, odnosno kalifa.
U neočekivanom obratu, onaj isti Atatürkov parlament iz Ankare koji je donio odluku o ukidanju sultanata, donio je 19. studenog 1922. godine odluku kojom je Abdul Medžid II. proglašen kalifom. Kada je bio obavješten za tu odluku on donosi, kasnije dokazano, fatalnu odluku da svojim sjedištem proglasi Istanbul, prijestolnicu osmanskih sultana, a ne Ankaru, prijestolnicu Ataturkovih pristaša. Ta odluka je definitivno postala dokaz njegovog nepriznavanja novog režima. Zbog toga je 29. listopada 1923. godine proglašena republika, a 3. ožujka 1924. godine ukinut je kalifat. Sljedećeg dana nakon svrgavanja s dužnosti, Abdul Medžid je napustio zemlju.
Umro je 23. kolovoza 1944. godine u svom pariškom izbjeglištvu. Njegovom smrću Osmanska dinastija koja je vladala Turskom od 1281. godine doživljava svoj kraj.